# アポロンとダフネ (ポッライオーロ)
『アポロンとダフネ』(伊: Apollo e Dafne, 英: Apollo and Daphne) は、ピエロ・デル・ポッライオーロが1470年から1480年頃に制作した絵画である。油彩。主題はオウィディウスの『変身物語』で語られているダフネとアポロンの物語から取られている。現在はロンドンのナショナル・ギャラリーに所蔵されている。

## 主題
アポロンにからかわれたエロスは怒り、矢を放ってアポロンがダフネへの報われない恋に苦しむように仕向けた。アポロンはダフネを追って求愛したが、ダフネはアポロンを拒絶した。アポロンはダフネをペネイオス川まで追いかけたが、ダフネはアポロンの求愛から逃れるために父である河神ペネイオスに自分を別の何かに変えるよう願った。願いは聞き届けられ、ダフネは月桂樹に変身した。アポローンはひどく悲しんで月桂樹を自らの聖樹とした。

## 作品
ピエロ・デル・ポッライオーロはダフネがアポロンから逃れるために月桂樹の木に変身する場面を描いている。変身しているダフネの姿は逃走するポーズのまま氷ついたように停止し、左脚は木となって地面に根付き、両腕は木の枝となって葉が生い茂っている。ダフネの逃走はようやく止まり、追いついたアポロンは彼女の腰に腕を回して、ダフネの顔を見上げ、彼女の最後の一瞥を視界に捉えている。アポロンは金糸で織られ宝石がちりばめられた狩猟服をまとう貴族の若者として描かれており、腰のあたりに矢筒が吊り下げられている。画家はフィレンツェの田園地帯に神話の情景を描いている。背景を流れる川はテッサリア地方のペネイオス川ではなく、フィレンツェを流れるアルノ川であり、遠くに見える都市はフィレンツェである。川のほとりでは宮廷貴族の娯楽である狩猟が繰り広げられている。
支持体として木材が選択されたこと、および小さなサイズであることにより、作品は装飾的なカッソーネの断片であると長い間誤解されていた。『聖セバスティアヌスの殉教』と同様に、『アポロンとダフネ』も長い間兄のアントニオ・デル・ポッライオーロに帰属されていたが、現在は通常ピエロに帰属されている。背景の植物は以前はもっと明るい色調だったが、現在は不可逆的に酸化してしまっている。

## 来歴
絵画は1845年にウィリアム・カニンガム（William Coningham）によってローマで購入された。その後、美術コレクターとして有名なウィン・エリスの手に渡った。そして1875年に所有者が死去すると、翌1876年に残された膨大なコレクションの中から本作品を含む44作品がナショナル・ギャラリーに遺贈された。